# Arctocephalinae
Otaries à fourrure, Arctocéphalinés
Sous-famille
Les Arctocéphalinés (Arctocephalinae) sont une sous-famille d'otaries, mammifères marins appartenant à l'ordre des carnivores. Ses membres sont appelés otaries à fourrure, par opposition aux otaries à jarre (aussi appelées lions de mer) qui forment, elles, la sous-famille des otariinés.

## Liste des espèces
- genre Arctocephalus E. Geoffroy Saint-Hilaire et F. Cuvier, 1826
  - Arctocephalus australis (Zimmermann, 1783) - Otarie à fourrure australe
  - Arctocephalus forsteri (Lesson, 1828) - Otarie à fourrure de Nouvelle-Zélande
  - Arctocephalus galapagoensis Heller, 1904 - Otarie des îles Galapagos
  - Arctocephalus gazella (Peters, 1875) - Otarie à fourrure antarctique
  - Arctocephalus philippii (Peters, 1866) - Otarie des îles Juan Fernandez
  - Arctocephalus pusillus (Schreber, 1775) - Otarie à fourrure d'Afrique du Sud
  - Arctocephalus townsendi Merriam, 1897 - Otarie de l'île de Guadalupe
  - Arctocephalus tropicalis (Gray, 1872) - Otarie à fourrure subantarctique
- genre Callorhinus Gray, 1859
  - Callorhinus ursinus (Linnaeus, 1758) - Otarie à fourrure du Nord ou ours marin